# Плато (департамент Республіки Конго)
Плато (фр. Plateaux) — один з департаментів Республіки Конго. Розташований в центральній частині країни. Адміністративний центр департаменту — місто Джамбала.
Департамент межує на півночі з департаментом Кювет, на півдні департаментом Пул, на південному заході з департаментом Лекуму, на заході з Габоном, та на сході з Демократичною Республікою Конго.

## Адміністративний поділ
Департамент Плато складається з 11 округів (дистриктів):
- Абала (11 296 осіб)
- Аллембе (4640 осіб)
- Джамбала (17 265 осіб)
- Гамбома (43 221 осіб)
- Лекана (16 761 человек)
- Макотипоко (18 756 осіб)
- Мбон (3163 осіб)
- Мпуя (9283 осіб)
- Нго (16 751 осіб)
- Олломбо (21 272 осіб)
- Онгоні (12 183 осіб)